# نهر إيرينج
يشكل نهر إيرينج (أو نهر ماو) جزءًا من الحدود الغربية لغيانا مع البرازيل . يتدفق عبر وديان جبال باكاريما على طول امتداده. وهو النهر الرئيسي الوحيد في غيانا الذي يتدفق من الشمال إلى الجنوب. وهو أحد الأنهار الشمالية الرافدة لنظام نهر الأمازون .
تقع مصادر النهر في منتزه مونت روريما الوطني، الذي تم إنشاؤه عام 1989 ، على مساحة 116,748 هكتارًا (288,490 فدانًا). ويشكل الجزء الأكبر من حوض نهر إيرينج الحدود بين البرازيل وغيانا. روافد إيرينج الرئيسية هي أنهار أويلان وكانا على الجانب البرازيلي وأنهار اكاكو وداكا و سوكوبي على الجانب الجوياني. تندمج كل هذه الأنهار مع الأقسام العليا والمتوسطة من نهر إيرينج. هذه الدورات من خلال تكونت الصخور الرسوبية التي شكلتها الحركات التكتونية في العصور القديمة. مياه نهر إيرينج مظلمة، تشبه إلى حد بعيد مياه نهر ريو نيغرو بالقرب من ماناوس بولاية أمازون البرازيلية، تعد منطقة نهر إيرينج موطنًا لأنواع من الزواحف والبرمائيات و الطيور والحيوانات بما فيها الجاكوار والنسر الأسود والأجوتي البرازيلي والأشبور المتوج الجنوبي.
يعتبر أكثر الأنهار غيانا الخلابة. تقع شلالات أوريندويك وشلالات تاكاجا فولز على نهر إيرينج .

## التنوع البيولوجي في إيرينج
منطقة نهر إيرينغ هي موطن لأنواع من الزواحف مثل أبو بريص الأنتيل (Hemidactylus palaichthus) و سحلية قوس قزح (Cnemidophorus lemniscatus) ؛ البرمائيات مثل الضفدع المرقط (Bufo guttatus) و Leptodactylus bolivianus ؛ الطيور بما في ذلك البط المسكوفي والنسر الأسود وكاراكارا المتوج وطائر الركبة ذات الخطوط المزدوجة والعديد من الطيور الأخرى ؛ تشمل الثدييات التابير الأمريكي الجنوبي وجاكوار والأغوتي الأحمر (Dasyprocta leporina).

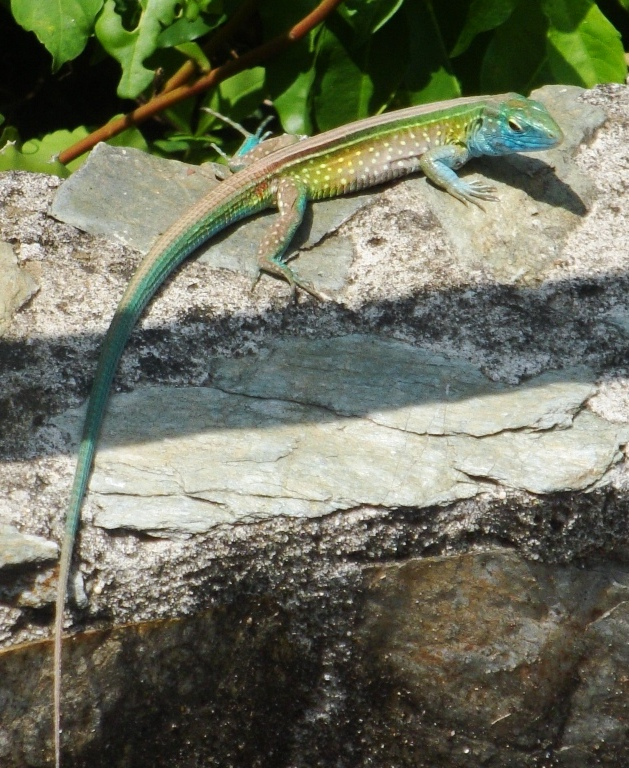
سحالي القوس القزح على ضفاف النهر